# Nuri
|  | Per a altres significats, vegeu «Abd al-Malik Nuri». |

Nuri fou la necròpoli reial de Napata des d'aproximadament l'any 664 aC. Al cementiri hi ha 74 piràmides, més puntegudes que les egípcies, de les quals més de vint són de reis i una cinquantena de reines. Nuri es va deixar d'usar com a cementiri reial quan la capital va passar a Mèroe i els reis es van enterrar allí.

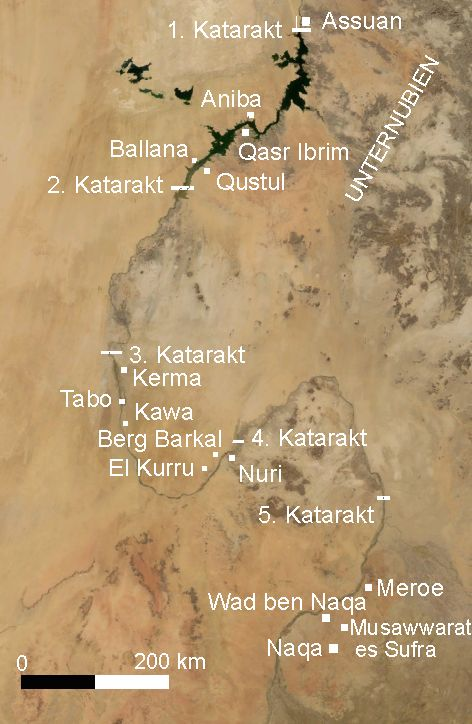
Geografia de Núbia (NASA)

El rei Taharqa, de la XXV dinastia d'Egipte i de Napata, va morir a mans dels assiris i no fou enterrat a Al-Kurru, car per raons que no s'han pogut determinar (hi ha algunes teories) el cementiri es va traslladar a l'altre costat de riu, uns quants quilòmetres al nord-est de Napata. Es diu que la riba esquerra del riu, on el Sol s'amagava, pertanyia al món dels morts i per això es va traslladar a l'altre costat. Taharqa va ser enterrat a una tomba de 60 metres d'altura, la més alta de Núbia. Tots els seus successors foren enterrats allí menys Tanutamon (vers 664-653 aC), successor immediat de Taharqa (690-664 aC).